# یوفله
یوفله یک منطقهٔ مسکونی در سومالی است که در سناج (سومالی) واقع شده‌است.